# Scleroderma verrucosum
Scleroderma verrucosum (Christian Hendrik Persoon, 1801), sin. Lycoperdon verrucosum (Pierre Bulliard, 1791), din încrengătura Basidiomycota în familia Sclerodermataceae și de genul Scleroderma este o ciupercă otrăvitoare, numită în popor buretele cerbilor fals sau ou râios care coabitează, fiind un simbiont micoriza (formează micorize pe rădăcinile arborilor). Specia este mult răspândită. Ea crește în România, Basarabia și Bucovina de Nord solitară și în grupuri, preferând soluri acide și ierboase, la margine de drum, pe câmpii povârnite și prin parcuri, dar de asemenea prin luminișuri în păduri de foioase sau mixte. Perioada favorită de dezvoltare o are din iunie până în octombrie.

## Descriere

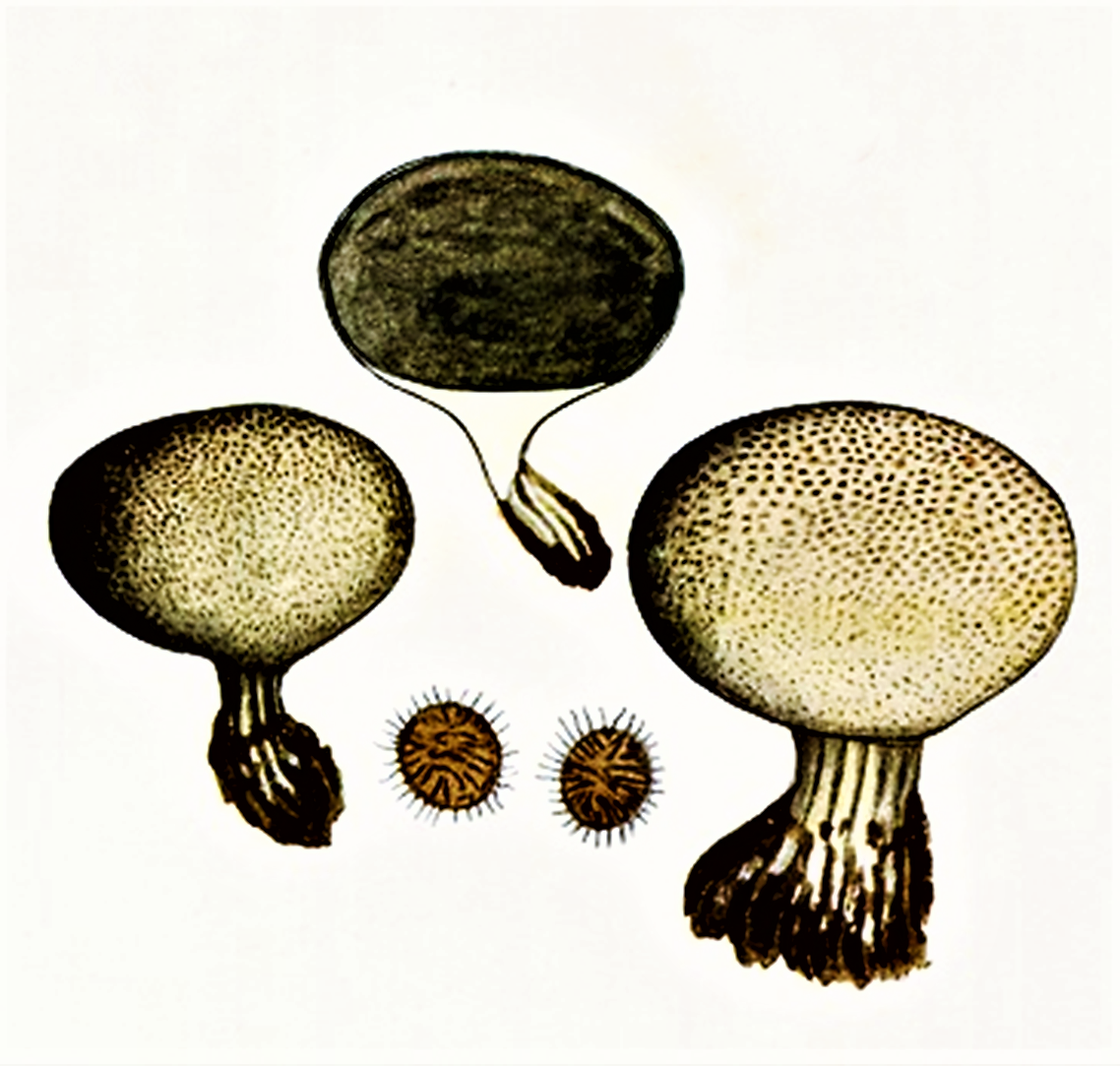
Bres.: Scleroderma verrucosum

- Corpul fructifer: are un diametru de 3-7 (9) cm, având o formă globulară, ceva turtită. Cuticula cu o grosime de 1-1,5 mm este pieloasă, dură, tigrată și verucoasă de colorit maro deschis la galben-brun, deseori cu nuanțe roșiatice până roșu-violete, arătând pe suprafața ei solzișori fini maronii. La bătrânețe, ea se rupe în mod neregulat pentru eliberarea sporilor.
- Piciorul: aparența înșală. Vorbind strict, el nu este o tijă obișnuită, ci o pseudoriză (formată din cordoane ale miceliului). Forma ei este în consecință rigidă precum străbătută de șanțuri și zbârcituri. Peduncul este alb-gălbui, puternic lipit de pământ, ajungând la o înălțime de 3-6 cm și o lățime de până la 1,5 cm.
- Carnea (gleba): este la exemplarele tinere compactă și albicioasă, înroșind la tăiere. Gleba însă schimbă repede culoarea, începând în centru, devenind din ce în ce mai brun-măslinie, brăzdată mai deschis de filoane subțiri ale hifelor și în sfârșit aproape neagră precum foarte prăfoasă. Mirosul este dezgustător, în tinerețe de gaz metan, la maturitate înțepător metalic. Un gust specific lipsește.
- Caracteristici microscopice: are spori rotunjori, ruginiu închiși cu țepi izolați cu o lungime de 1 până 1,4 (până la 2 microni), având o mărime de 8-11,6 microni (fără țepi). Pulberea lor este brună-negricioasă. [4][5][6]

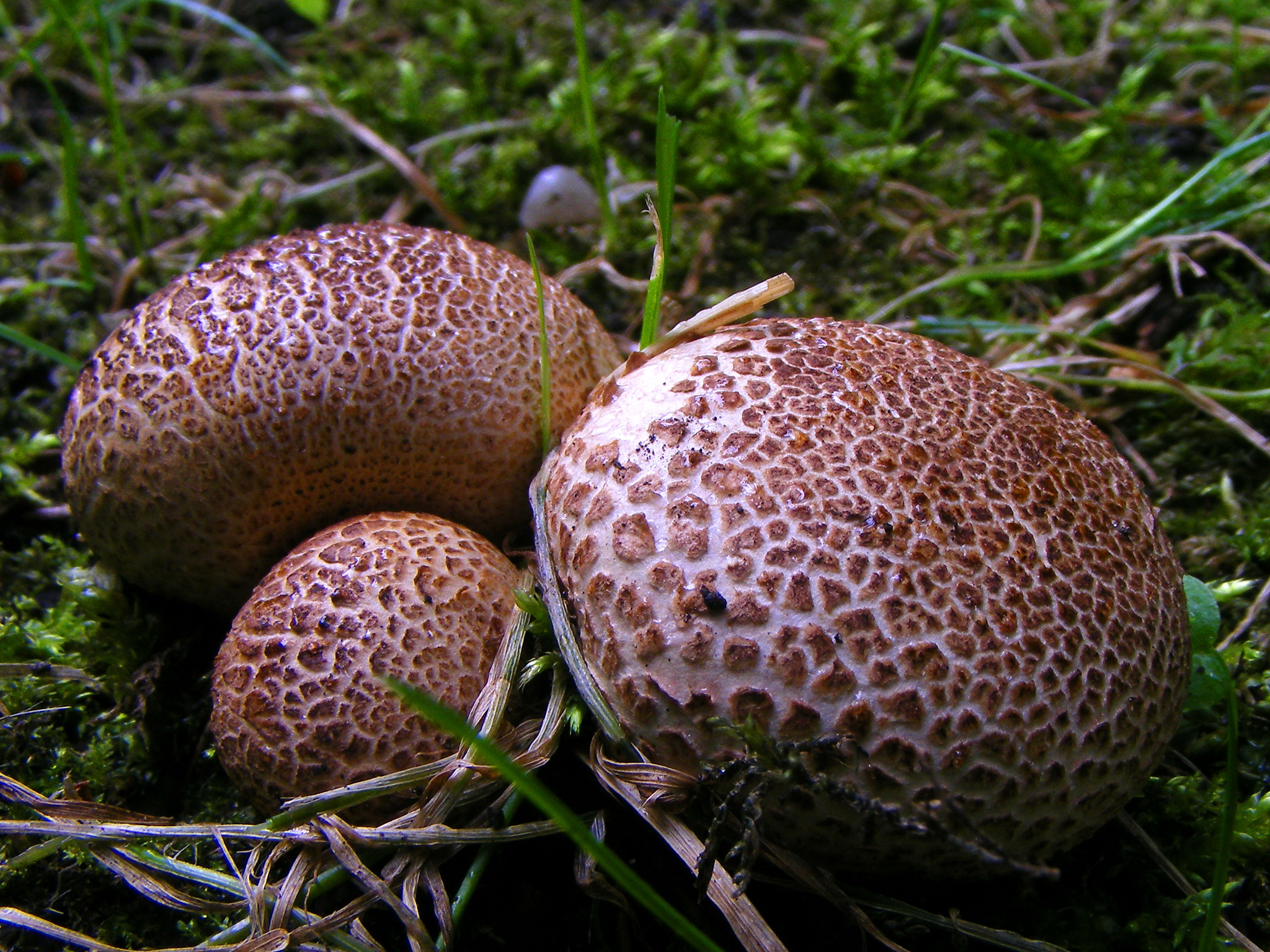
S. verrucosum, tonuri roșu-violete
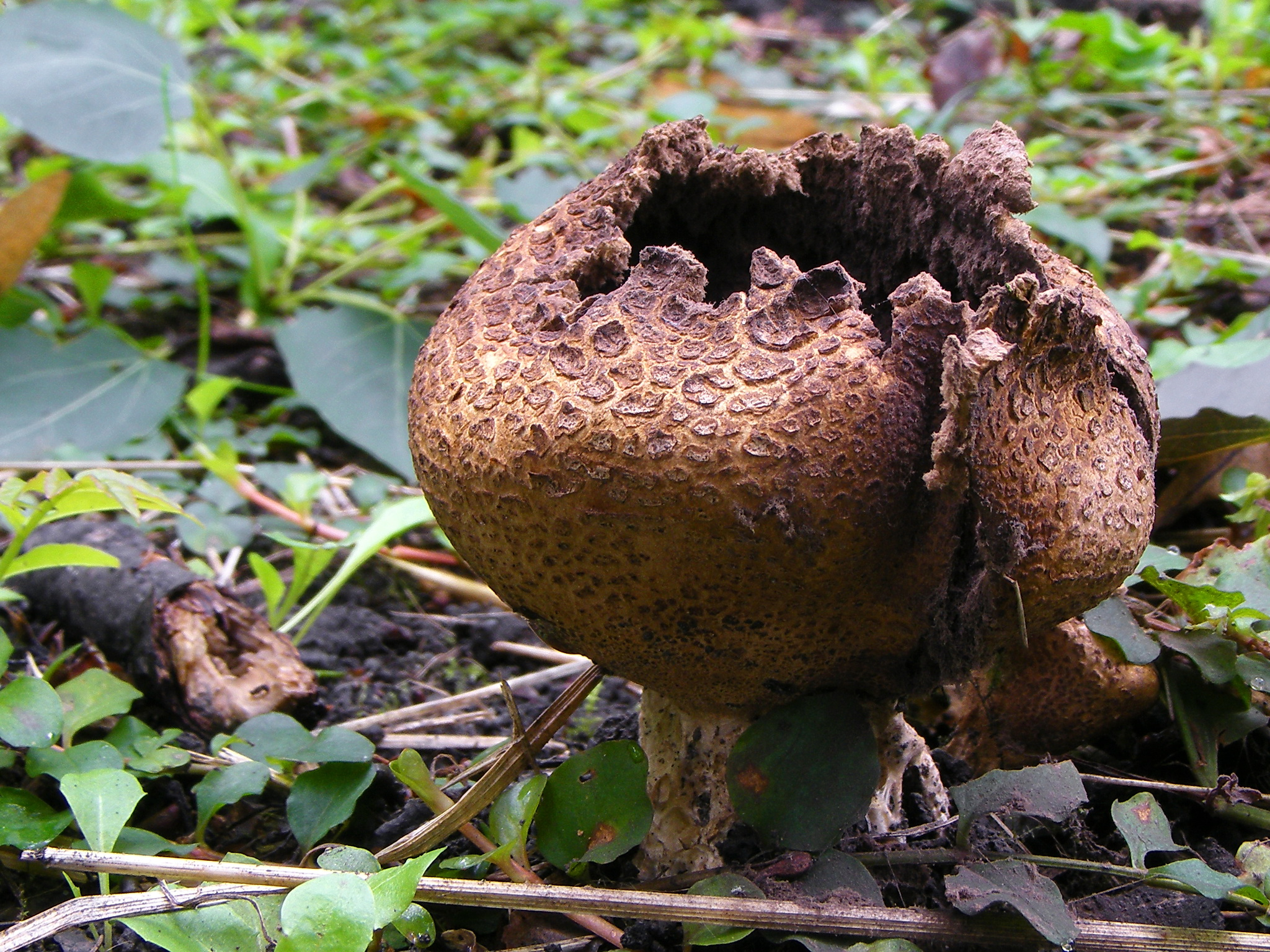
S. verrucosum la sfârșit
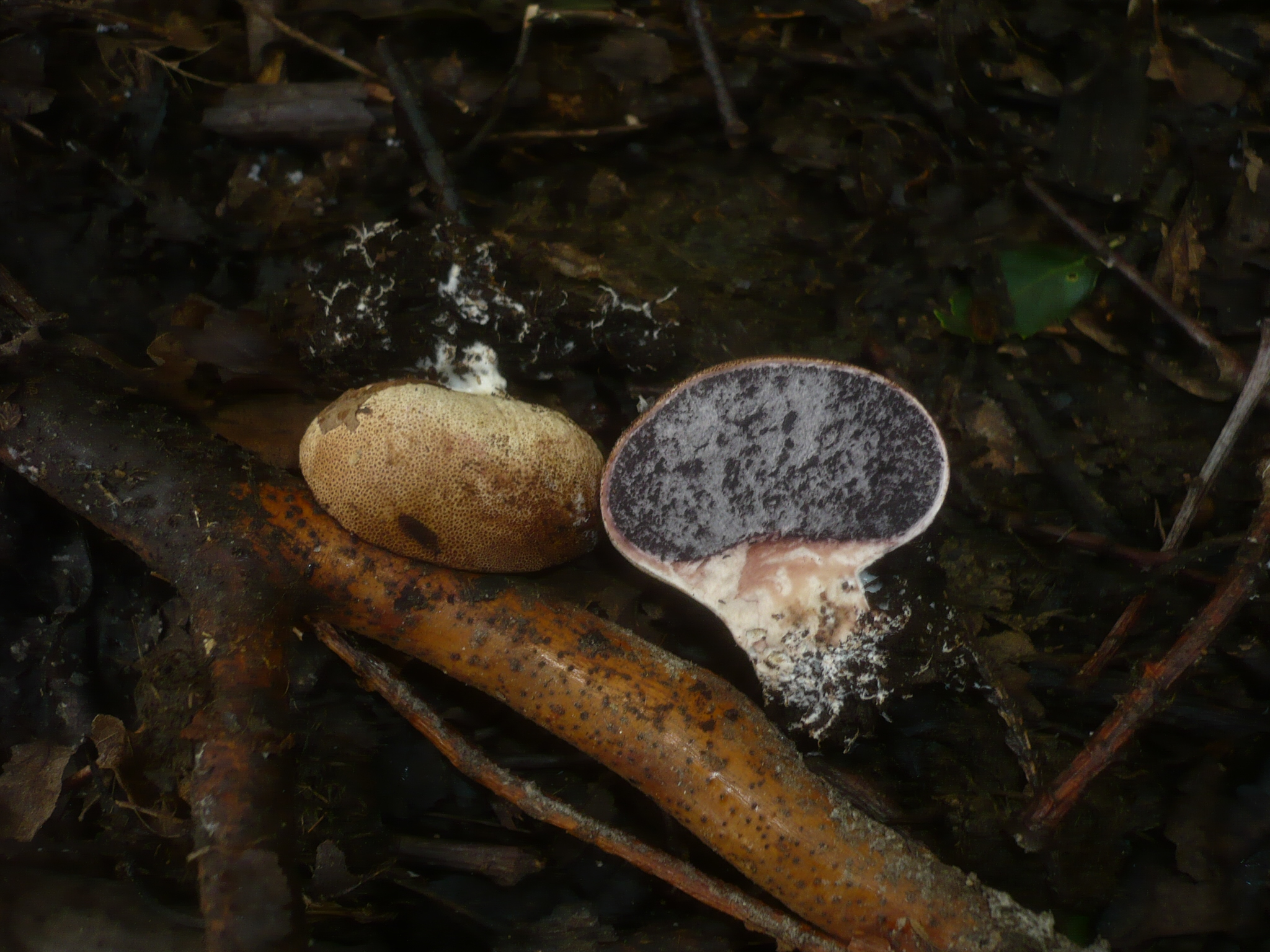
S. verrucosum, glebă și picioruș

## Toxicitate
Buretele cerbului fals este asemenea de otrăvitor ca Scleroderma citrinum (buretele cerbilor). Mâncat în doze mai mari, arată deja 30-45 minute după ingerare prime simptome, presiune și durere ușoară în stomac, mai târziu urmate de vărsături, transpirații, dureri abdominale în combinație cu balonări, slăbiciune, scăderea tensiunii arteriale, amețeli și chiar colaps. Consumat cu alcool, buretele provoacă o reacție de incompatibilitate, așa numitul sindrom coprinian (în plus la simptomele descrise mai sus, presiune intracraniană, senzație de căldură, vasodilatație, puls scăzut, respirație greoaie).
În cazul unei suspiciuni premature, se dă 20-40 g de cărbune medicinal (la copii 1 g per kg de greutate corporală) și se cheamă un medic. El va administra o perfuzie cu soluție isotronică de NaCl de 2-3 litri precum un stimulent tip Pentetrazol. Este nevoie de repaus absolut.

## Confuzii
Scleroderma verrucosum poate fi confundat cu alte specii de tip Bovista, cum ar fi: Bovista plumbea, (tânăr comestibil, mai deschis, cu peridiu foarte fragil și glebă care trece din alb în măsliniu apoi maro), Lycoperdon perlatum (tânăr comestibil, mai deschis, în formă de pară, acoperit de solzi mărunți și ascuțiți, picior rudimentar, moale), Lycoperdon pyriforme (tânăr comestibil, mai deschis, în formă de pară, crește în grupuri cu multe exemplare, solzi mai mici, gleba rămâne lung timp albă, picioruș), Scleroderma areolatum (otrăvitor, cuticula rupe repede în câmpuri mici, galben-maronie la roșu-brună, glebă neagră nuanțată prin nervuri fini și roz-albicioși, miros înțepător metalic, gust neplăcut), Scleroderma bovista (otrăvitor, cuticulă aproape netedă, gălbui portocalie, glebă de violet închis, picioruș), Scleroderma cepa (tânăr comestibil, cuticulă mai netedă, are picior deseori acoperit de frunziș), Scleroderma citrinum (otrăvitore, mai deschisă, mai deschis, nu are picior, miros de usturoi), Scleroderma meridionale (tânăr comestibil, mai deschis, are picior deseori acoperit de frunziș), sau Tuber aestivum (foarte gustos, cuticulă negricioasă, acoperită de negi negrii, piramidali, crește subteran).

## Specii asemănătoare

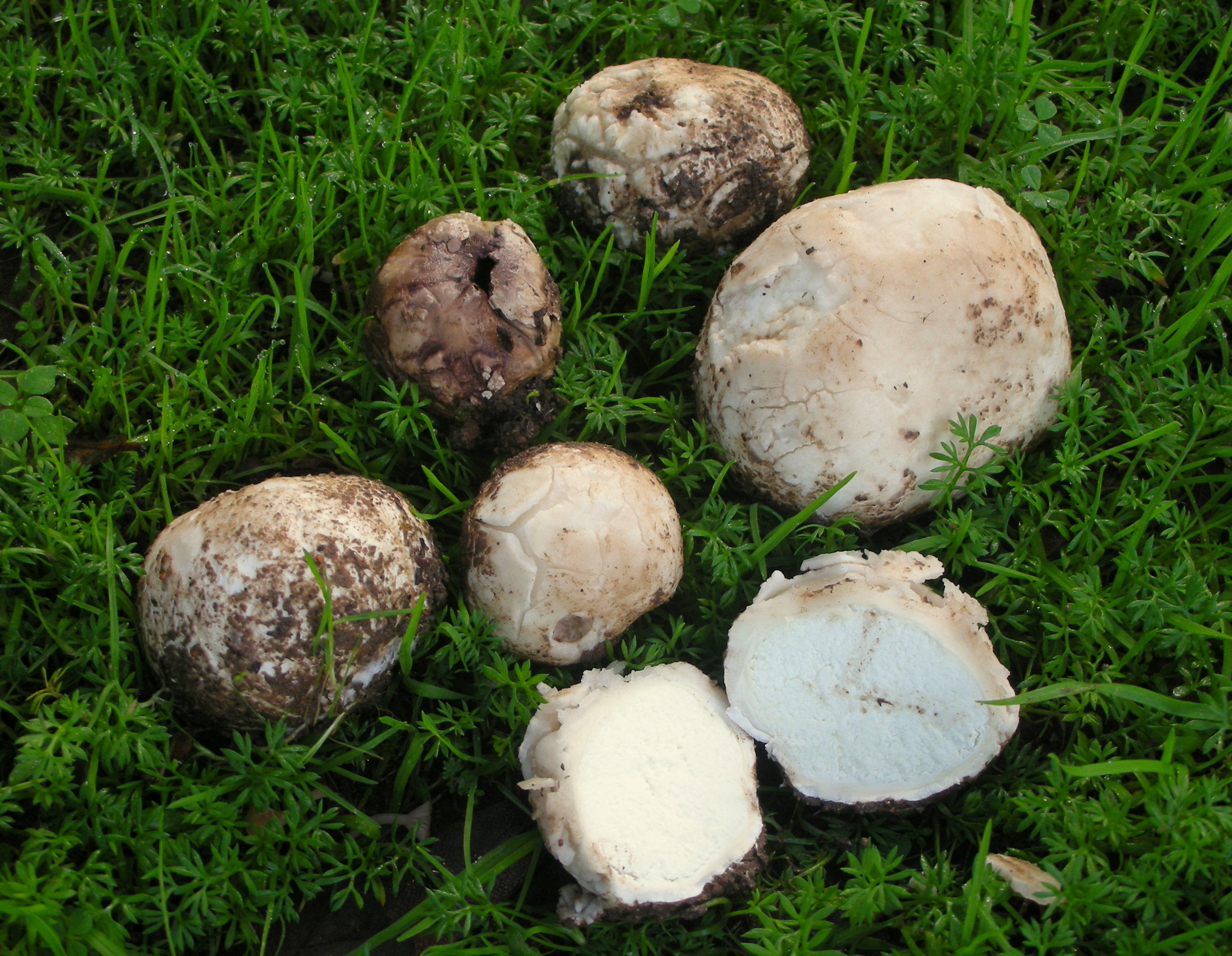
Bovista plumbea
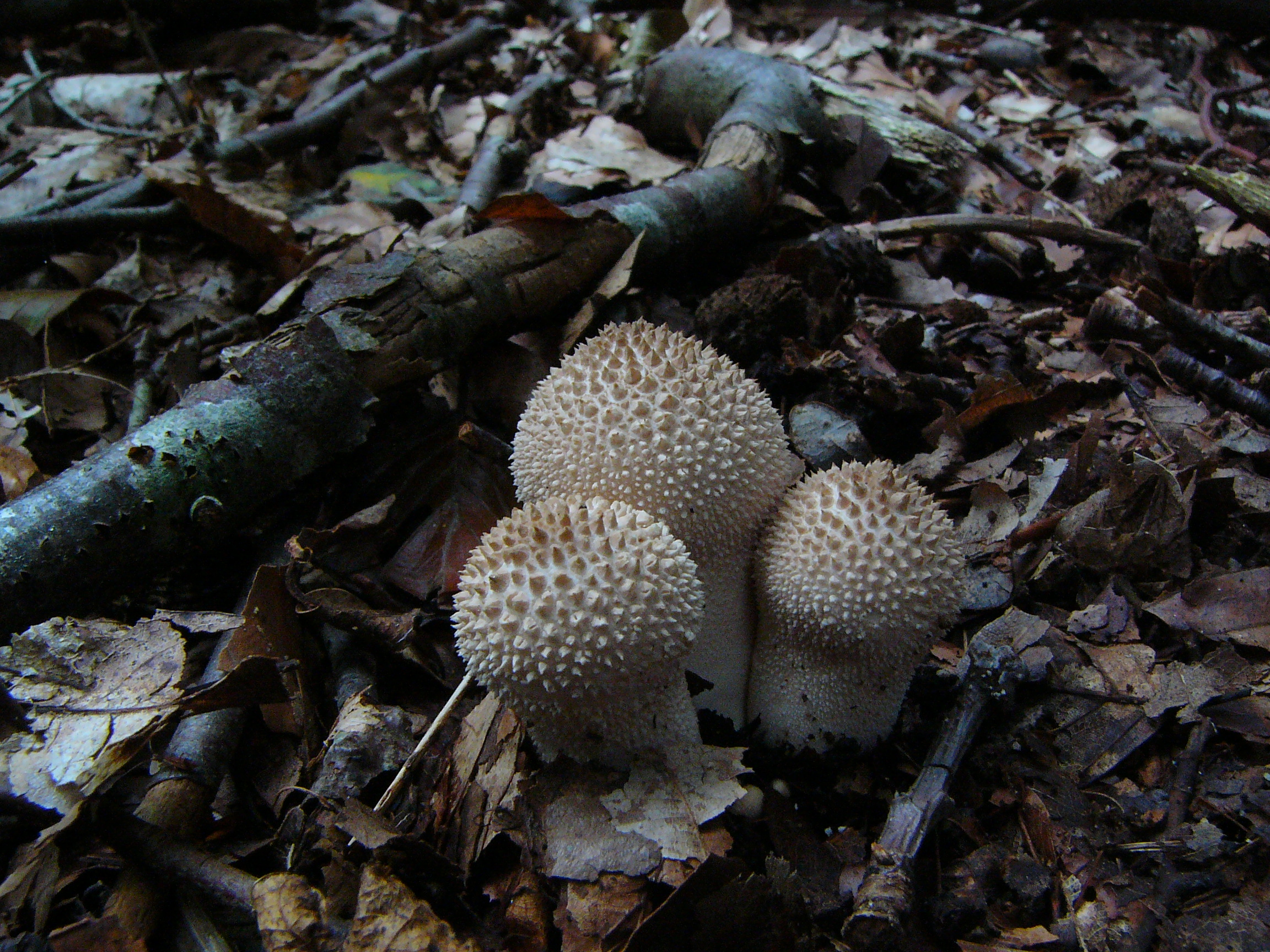
Lycoperdon perlatum
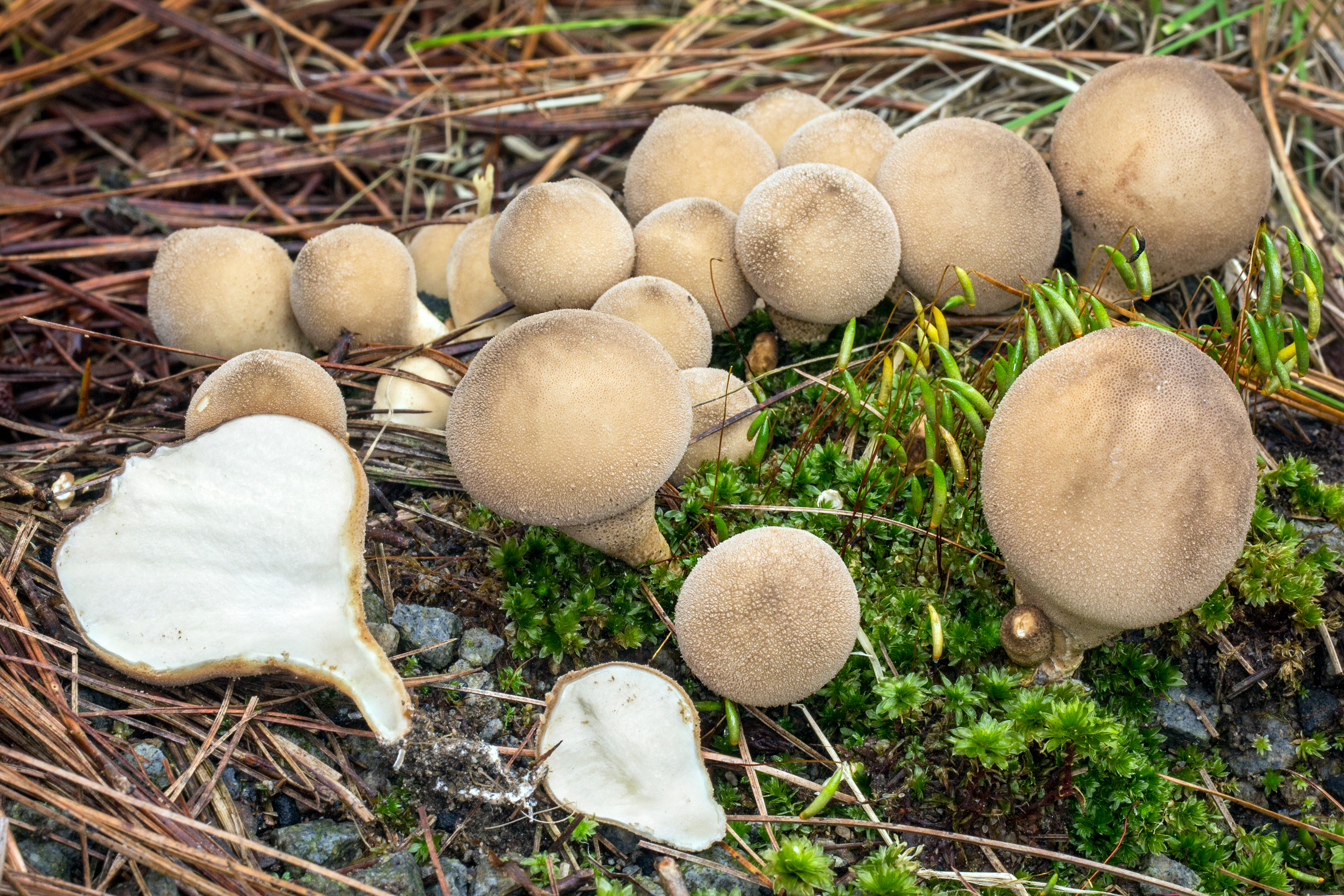
Lycoperdon pyriforme
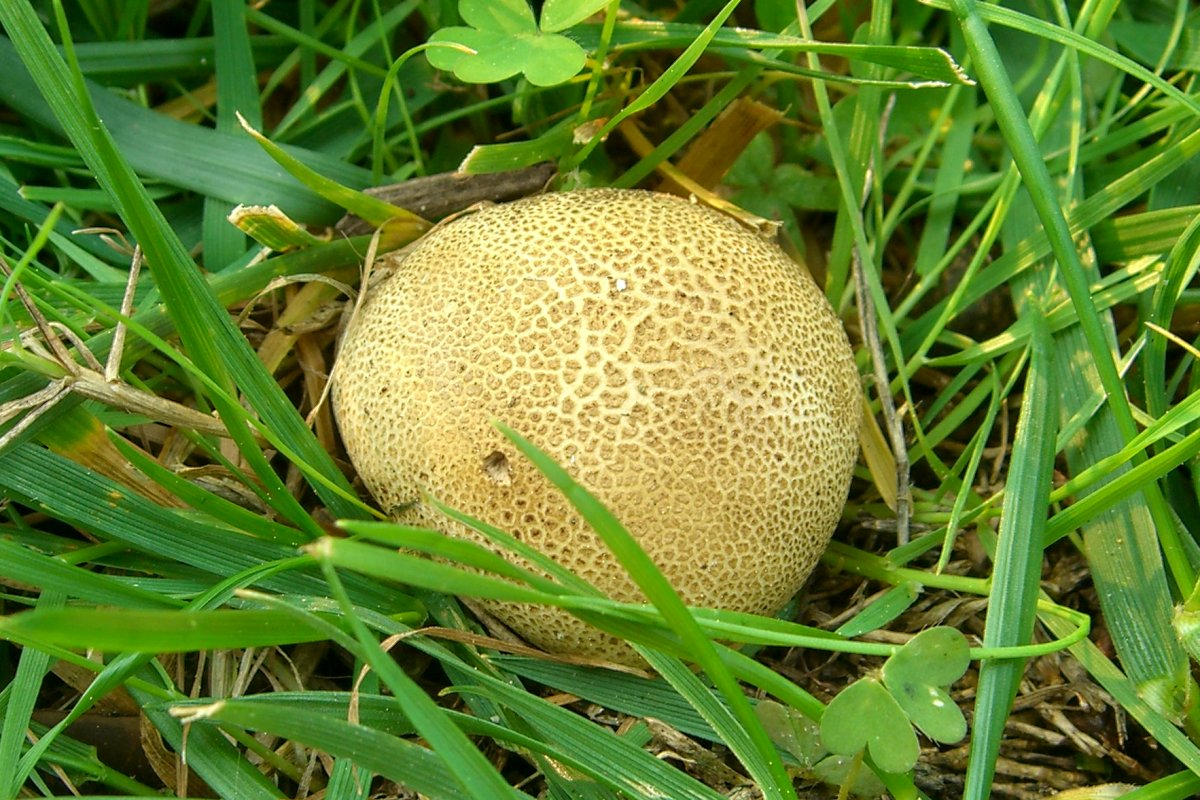
Scleroderma areolatum
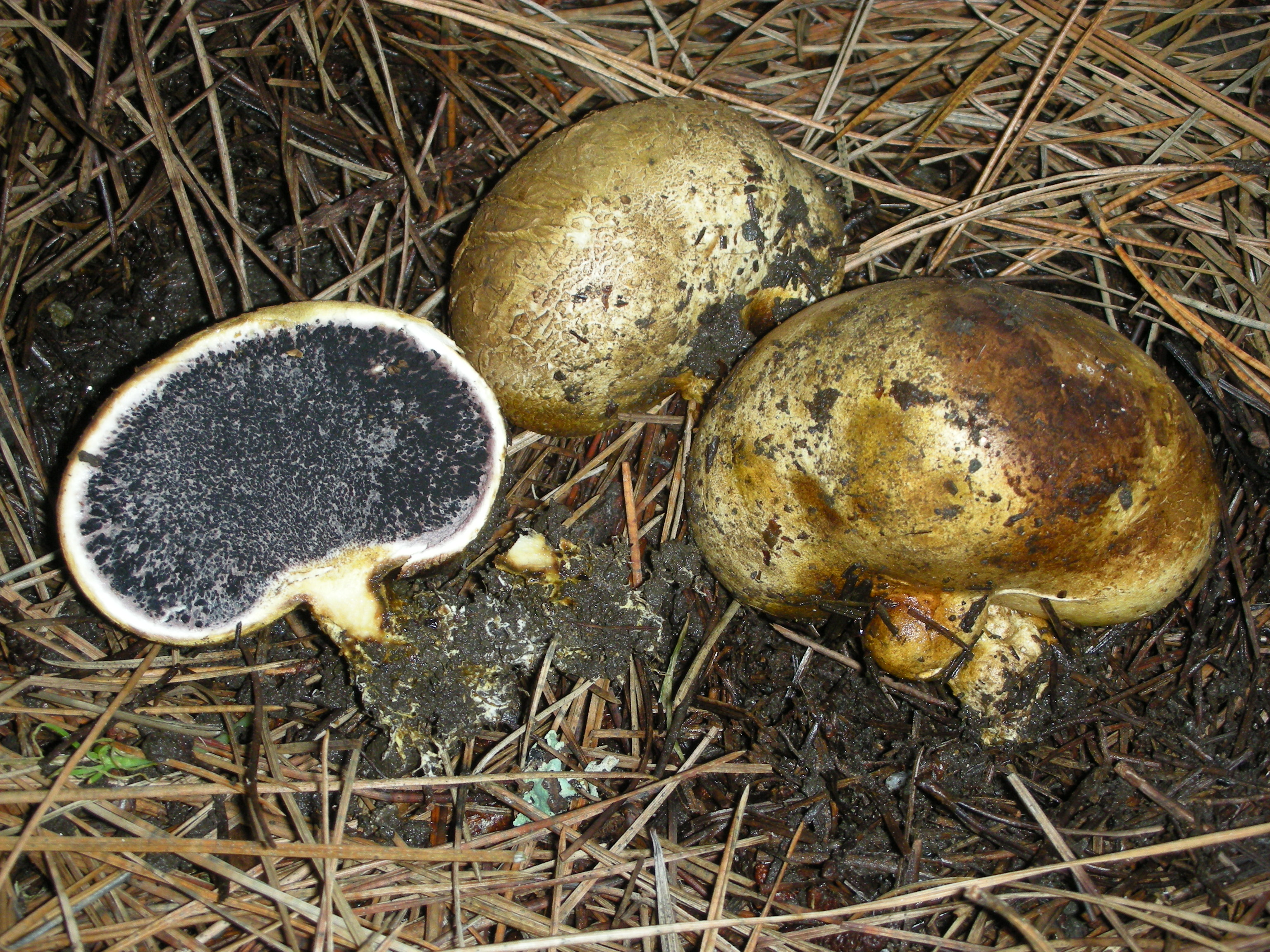
Scleroderma cepa
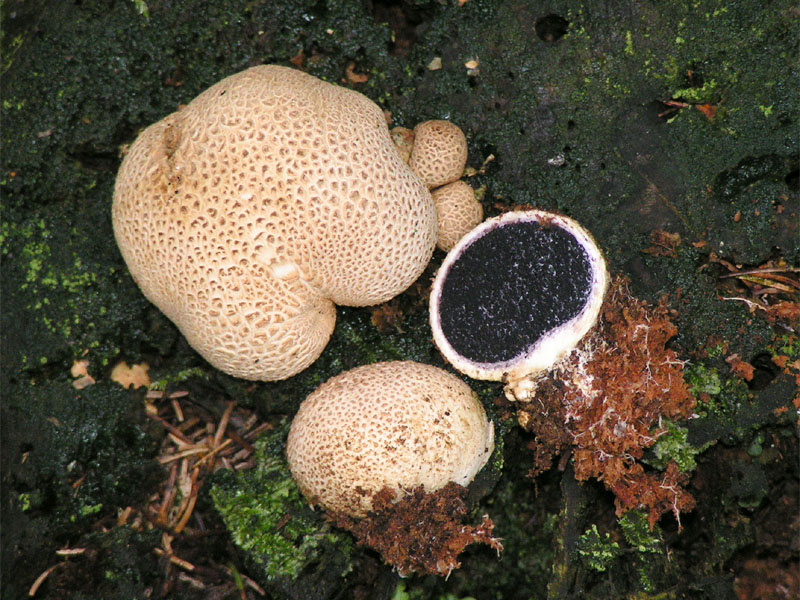
Scleroderma citrina
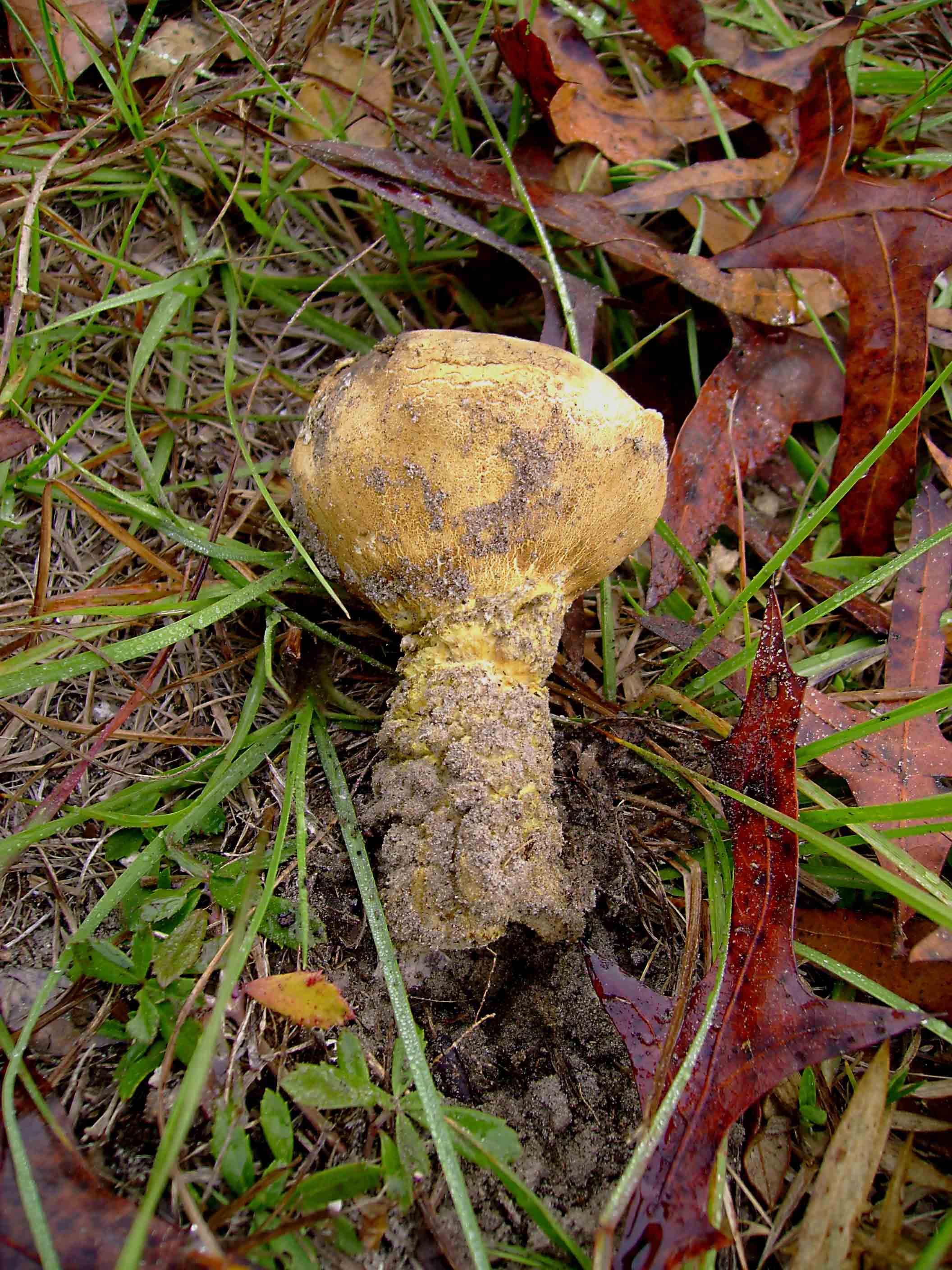
Scleroderma meridionale
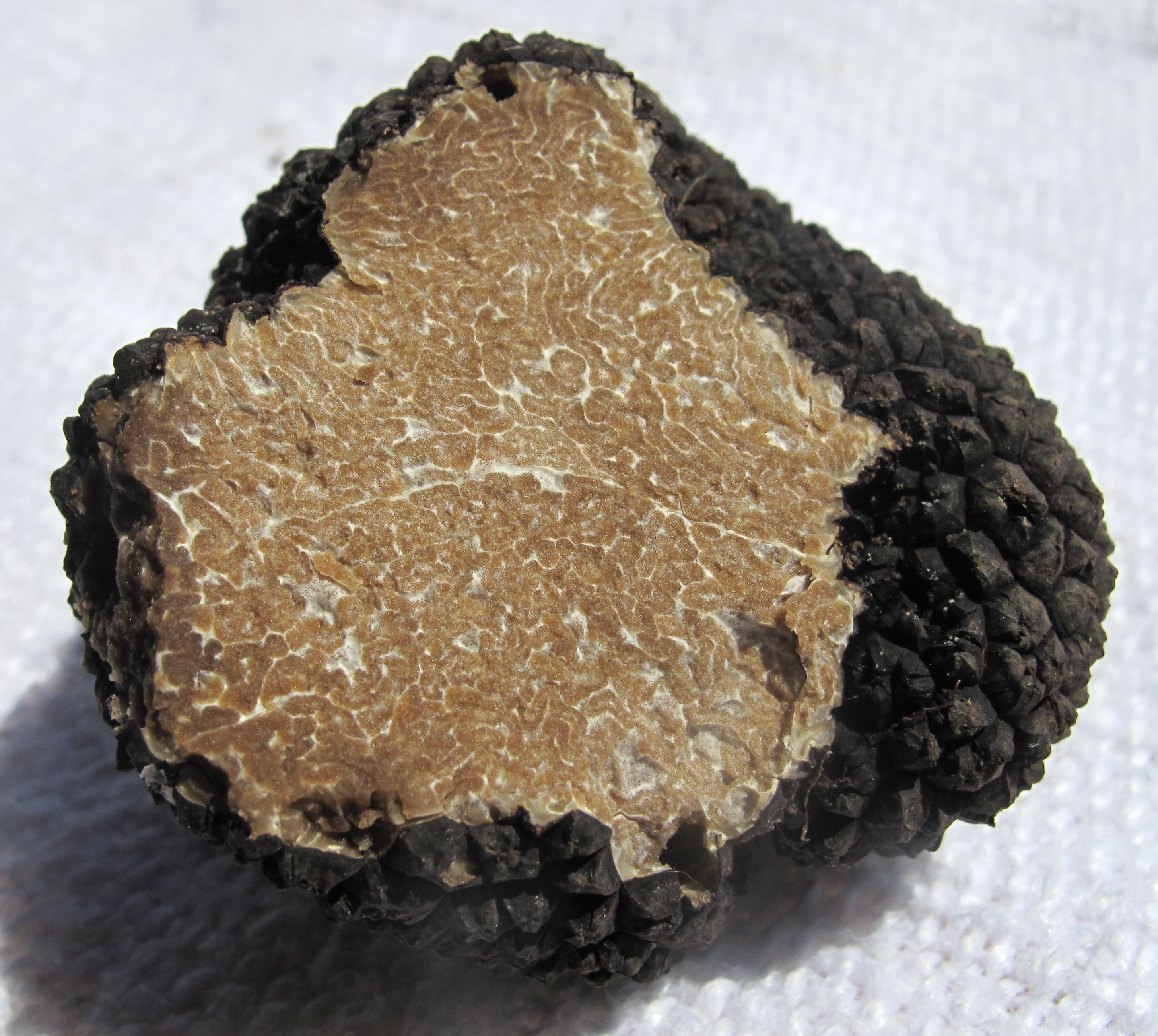
Tuber aestivum

## Bibiliografie
- Marcel Bon: “Pareys Buch der Pilze”, Editura Kosmos, Halberstadt 2012, ISBN 978-3-440-13447-4
- Bruno Cetto: „Der große Pilzführer”, vol. 1, 2, 5, 7, vezi sub "Note"
- H. Clémençon: „Pilze im Wandel der Jahreszeiten”, vol. 1 și 2, Editura Éditions Piantanida, Lausanne 1981
- Rose Marie sia Sabine Maria Dähncke: „Pilze”, Editura Silva, Zürich 1986
- Jean-Louis Lamaison & Jean-Marie Polese: „Der große Pilzatlas“, Editura Tandem Verlag GmbH, Potsdam 2012, ISBN 978-3-8427-0483-1
- Hans E. Laux: „Der große Pilzführer, Editura Kosmos, Halberstadt 2001, ISBN 978-3-440-14530-2
- Meinhard Michael Moser: „Röhrlinge und Blätterpilze - Kleine Kryptogamenflora Mitteleuropas” ediția a 5-ea, vol. 2, Editura Gustav Fischer, Stuttgart 1983